# Janny Sikazwe
Janny Sikazwe (ur. 26 maja 1979 roku w Kapiri Mposhi) – zambijski sędzia piłkarski. Od 2007 roku sędzia międzynarodowy.
Sikazwe znalazł się na liście 35 sędziów Mistrzostw Świata 2018.

## Sędziowane mecze Mistrzostw Świata 2018
| Mecz            | Data       | Miejsce                     | Runda        | Wynik | Żółta kartka | Czerwona kartka |
| --------------- | ---------- | --------------------------- | ------------ | ----- | ------------ | --------------- |
| Belgia – Panama | 18.06.2018 | Stadion Olimpijski, Soczi   | Faza grupowa | 3:0   | 8            | 0               |
| Japonia– Polska | 28.06.2018 | Wołgograd Ariena, Wołgograd | Faza grupowa | 0:1   | 1            | 0               |